# اکرم‌آباد (یزد)
اکرم‌آباد، روستایی در دهستان اکرم‌آباد بخش اکرم‌آباد شهرستان یزد در استان یزد ایران است. این روستا، مرکز بخش اکرم‌آباد است.

## جمعیت
بر پایه سرشماری عمومی نفوس و مسکن در سال ۱۳۹۵، جمعیت این روستا برابر با ۷٬۰۵۸ نفر (۱٬۸۳۸ خانوار) بوده است.